# Douglas Spain
Douglas Spain (nacido el 15 de abril de 1974) es un actor, director y productor de cine y televisión estadounidense. En 1998, Spain fue nominado a un premio Independent Spirit en la categoría de Mejor Actuación Debut por su papel en la película Star Maps. En 1999 ganó el premio Rising Star en el Festival de Cine de Marco Island por The Last Best Sunday y en 2006 ganó el premio Camie en los Premios de Carácter y Moralidad en el Entretenimiento por su papel en The Reading Room. Desde entonces ha aparecido en varias películas, entre ellas Permanent Midnight, But I'm a Cheerleader, A Time for Dancing y What's Cooking?, Cherry Falls, Delivering Milo y Still Green.
En televisión, Spain apareció en Band of Brothers, y ha hecho apariciones especiales en Star Trek: Voyager, Pacific Blue, Nash Bridges, Brooklyn South, Becker, The Practice, JAG, Family Law, CSI: Miami, El mentalista, NCIS y House MD.. También ha dirigido las películas Charity, Online, Enloquecidas, Crazy Too y The Monster.

## Vida personal
Los padres de Douglas son originarios de Guatemala. Douglas se declaró gay a través de Facebook el 26 de enero de 2012 y en una entrevista con The Advocate el 27 de enero de 2012.

## Filmografía
- 1995: Star Trek: Voyager como el joven Chakotay en el episodio 9 de la temporada 2
- 1997: Riot como Manuel
- 1997: 12 Angry Men como El acusado
- 1998: Star Maps como Carlos Amado
- 1998: Ricochet River como Jesse Howl
- 1998: Permanent Midnight como Miguel
- 1998: Becker como Javier Cruz en el episodio 15 de la temporada 1
- 1999: But I'm a Cheerleader como Andre
- 2000: A Time for Dancing como Mike
- 2000: What's Cooking? como Tony Avila
- 2000: Cherry Falls como Mark
- 2000: Rave como Daffy
- 2001: Delivering Milo como el Sr. Gordon
- 2001: Band of Brothers (miniserie de televisión) como el soldado Antonio García
- 2005: Next Exit como Charles
- 2005: The Reading Room (película para televisión) como Javier
- 2006: Walkout (película de HBO) como Dave Sánchez
- 2007: Still Green como Milo
- 2007: Carts como Roberto
- 2007: The Memory Thief como Dominic
- 2008: Hotel California como Manny Ramos
- 2008: El mentalista como Héctor Romerez
- 2009: American Cowslip como Jorge
- 2017: Badsville como Charlie (también productor)
- 2019: The Assent como el hermano Michael